# Meiacanthus naevius
Meiacanthus naevius är en fiskart som beskrevs av Smith-vaniz, 1987. Meiacanthus naevius ingår i släktet Meiacanthus och familjen Blenniidae. Inga underarter finns listade i Catalogue of Life.